# Монолектия
Монолектия — уровень приспособленности насекомых к опылению тех или иных растений, проявляющийся в облигатном посещении насекомыми для питания одного вида или рода растений. Насекомых-опылителей, придерживающихся подобного уровня приспособленности называют монолектами. Отмечается, например, у мелких пчёл, ведущих одиночный образ жизни.
При этом насекомое-опылитель может быть монолектичным по отношению к пыльце, но политропным по отношению к своей опылительной активности.